# Goo
Goo je studiové album altertnativní kapely Sonic Youth. Bylo vydáno 26. června roku 1990. Remasterovaná verze alba vyšla v roce 2005. Album bylo vydáno pod vydavatelstvím Geffen.

## Seznam skladeb
| Pořadí | Název                  | Délka |
| ------ | ---------------------- | ----- |
| 1.     | Dirty Boots            | 5:28  |
| 2.     | Tunic (Song for Karen) | 6:22  |
| 3.     | Mary-Christ            | 3:11  |
| 4.     | Kool Thing             | 4:12  |
| 5.     | Mote                   | 7:37  |
| 6.     | My Friend Goo          | 2:19  |
| 7.     | Disappearer            | 5:08  |
| 8.     | Mildred Pierce         | 2:13  |
| 9.     | Cinderella's Big Score | 5:54  |
| 10.    | Scooter + Jinx         | 1:06  |
| 11.    | Titanium Exposé        | 6:24  |